# Cantonul Le Perreux-sur-Marne
Cantonul Le Perreux-sur-Marne este un canton din arondismentul Nogent-sur-Marne, departamentul Val-de-Marne, regiunea Île-de-France, Franța.

## Comune
| Comune               | Populație (1999) | Cod poștal | Cod INSEE |
| -------------------- | ---------------- | ---------- | --------- |
| Le Perreux-sur-Marne | 30 080           | 94 170     | 94 058    |